# Ташла (приток Таналыка)
Ташла́ — река в Оренбургской области и Башкортостане. Правый приток Таналыка.

## Описание
Длина реки 44 км, площадь бассейна около 430 км². Протекает на юге Зауральской равнины. Исток в 5 км к юго-западу от села Новосимбирка на северо-востоке Кувандыкского района Оренбургской области. В верхней части течёт на северо-восток через упомянутое село, затем, в Хайбуллинском районе Башкортостана, — на восток через сёла Абубакирово и Фёдоровка. Впадает в Таналык по правому берегу напротив села Акъяр.
В низовьях на реке сооружено Акъярское водохранилище (река перекрыта плотиной в 3,4 км от устья).
Основные притоки (от устья, левые): Тиргамыш (дл. 25 км), Антинган, Апташка.
Крупнейший населённый пункт в бассейне реки — Ивановка, в бассейне также находятся сёла Байгускарово, Антинган, Яковлевка (все — Башкортостан) и посёлок Федосеевка (Оренбургская обл.).

## Данные водного реестра
По данным государственного водного реестра России относится к Уральскому бассейновому округу, водохозяйственный участок реки — Урал от Магнитогорского гидроузла до Ириклинского гидроузла. Речной бассейн реки — Урал (российская часть бассейна).
Код объекта в государственном водном реестре — 12010000312112200002868.